# Sarcophaga bomplandi
Sarcophaga bomplandi är en tvåvingeart som först beskrevs av Hall 1937.  Sarcophaga bomplandi ingår i släktet Sarcophaga och familjen köttflugor. Inga underarter finns listade i Catalogue of Life.